# 에이든 터너 (1977년)
에이든 터너(Aiden Turner, 1977년 4월 2일 ~ )는 잉글랜드의 배우이다.

## 출연 작품
- 인 더 다크 (2013)
- 더 퍼펙트 보이프렌드 (2013)
- 맨하트니트스 (2008)